# Wilfried Gottschalch
Wilfried Gottschalch (* 18. Januar 1929 in Dresden; † 24. Juli 2006 in Bussum) war ein deutscher Lehrer, Sozial- und Erziehungswissenschaftler. Seine Schriften zur Politischen Sozialisation gehörten in den 1970er und 1980er Jahren zur Standardlektüre an deutschen Hochschulen.

## Leben und Wirken
Im Alter von zwanzig Jahren wurde Gottschalch 1949 Junglehrer an einer Berufsschule in der DDR, ging aber später nach West-Berlin. Dort wurde er Mitglied der Sozialistischen Jugend Deutschlands – Die Falken und war seit 1963 Professor an der Pädagogischen Hochschule. Seit 1971 lehrte er an der damaligen Reformuniversität in Bremen; 1977 Gottschalch gehörte auch zu den Unterzeichnern eines unter dem Pseudonym »Mescalero« verfassten Nachrufs auf den von der RAF ermordeten Generalbundesanwalt Siegfried Buback. Auf die »Mescalero«-Affäre folgten disziplinarische Maßnahmen gegen jene Universitätsangestellte, die sich nicht distanzieren wollten. In der Folge dieser, seine Arbeit einschränkenden, Maßnahmen wechselte er  Ende der 1970er an die Universität von Amsterdam, wo er Professor für theoretische Andragogik wurde.
Schließlich beteiligte er sich am Aufbau der sozialpädagogischen Lehre an der TU Chemnitz und der TU Dresden, wo er als Honorarprofessor tätig wurde. Seinen Wohnsitz aber behielt er in den Niederlanden; sein Grab befindet sich in Bussum (Nordholland).
Laut Lothar Böhnisch war die Psychoanalyse das "Strukturgitter" des sozial- und erziehungswissenschaftlichen Denkens bei Gottschalch, wobei er diese nicht mit therapeutischer, sondern politischer Motivation anwandte. Mit seiner grundsätzlichen Kritik an den Sozialisationsbedingungen sei er ein Außenseiter des akademischen Diskurses geworden.

## Schriften (Auswahl)
- Parlamentarismus und Rätedemokratie, Wagenbach, Berlin 1968
- Soziales Lernen und politische Bildung, Frankfurt am Main: Europäische Verlagsanstalt, 1969 (6. Auflage 1973)
- Zur Soziologie der politischen Bildung: Statt einer Vorlesung, Frankfurt am Main: Europäische Verlagsanstalt, 1970
- Sozialisationsforschung: Materialien, Probleme, Kritik (mit Marina Neumann-Schönwetter und Gunther Soukup), Frankfurt am Main: Fischer-Taschenbuch-Verlag, 1971 (Auflage bis 1981: 185 Tsd.)
- Bedingungen und Chancen politischer Sozialisation, Frankfurt am Main: Fischer, 1972
- Sozialisation: theoretische Annäherungen und Gegenwartsprobleme, Weinheim; Basel: Beltz, 1985
- Soziologie des Selbst: Einführung in die Sozialisationsforschung, Heidelberg: Asanger, 1991 (holländische Originalausgabe Sociologie van het zelf, 1985)